# Ronald Brautigam
Ronald Brautigam (Amsterdam, 1º ottobre 1954) è un pianista olandese.
Meglio conosciuto per le sue esecuzioni di opere per pianoforte di Haydn, Mozart, Beethoven al fortepiano. Le sue competenze di pianista sono state riconosciute dai musicisti olandesi e nel 1984 venne premiato con il Nederlandse Muziekprijs. Nel 2015 le sue registrazioni di Beethoven hanno ricevuto l'Edison Award e l'annuale German Record Critics' Prize.
Brautigam vive ad Amsterdam con la sua moglie Mary. Da settembre 2011 è professore all'Università di Musica dell'Accademia musicale di Basilea.

## Registrazioni
- con Isabelle van Keulen: Grieg, Elgar, Sibelius, Music for Violin and Piano, Challenge
- Joseph Haydn, Wolfgang Amadeus Mozart, Ludwig van Beethoven, Complete works for solo piano, fortepiani McNulty (da originali di Graf, Walter, Stein), Bis Records
- Felix Mendelssohn, Piano Concertos, fortepiano McNulty (da Pleyel), Bis Records
- con Peter Masseurs: Royal Concertgebouw Orchestra, Riccardo Chailly, Dmitri Shostakovich, Piano Concerto No.1, Op.35. London Classics.
- con Sharon Bezaly: Prokofiev, Schubert, Dutilleux, Jolivet, Works for Flute and Piano, Bis Records.
- con Nobuko Imai: Max Reger, Works for Viola, Bis Records.